# 中津川市立坂下小学校
中津川市立坂下小学校（なかつがわしりつ さかしたしょうがっこう）とは、岐阜県中津川市にある公立小学校。

## 就学区域
- 坂下全地域[1]

## 沿革
- 1870年（明治3年） - 坂下村に苗木藩の藩校日新館の支校が開校。
- 1871年（明治4年） - 廃藩置県により廃校。
- 1873年（明治6年） - 坂下村に要進学校が開校。当初は日比野村の日進義校[注釈 1]の支校であったが、後に独立する。
- 1886年（明治19年） - 坂下尋常小学校に改称する。
- 1889年（明治22年）7月1日 - 坂下村、上野村、川上村[注釈 2]が合併し、坂下村が発足。
- 1893年（明治26年） - 坂下尋常高等小学校に改称する。
- 1908年（明治41年） - 高等科を廃止。坂下尋常小学校に改称する。
- 1911年（明治44年）1月1日 - 町制施行により坂下町となる。
- 1941年（昭和16年）4月1日 - 坂下国民学校に改称する。
- 1947年（昭和22年）4月1日 - 坂下町立坂下小学校に改称する。
- 1971年（昭和46年）4月 - 上野小学校を統合する。
- 1981年（昭和56年） - 現在地に移転。
- 2005年（平成17年）2月13日 - 中津川市が恵那郡坂下町、川上村、加子母村、付知町、福岡町、蛭川村、ならびに長野県木曽郡山口村を編入。同時に中津川市立坂下小学校に改称する。